# Gillian Wachsman
Gillian Margaret Wachsman (* 19. September 1966 in Riverside, Connecticut) ist eine ehemalige US-amerikanische Eiskunstläuferin.
Zu Beginn ihrer Karriere startete Wachsman im Paarlauf mit Robert Daw. Zusammen wurden sie 1983 und 1984 jeweils Vierter bei den nationalen Meisterschaften. Ab 1985 trat sie mit Todd Waggoner an. Im gleichen Jahr wurden sie Dritte bei den US-amerikanischen Meisterschaften. 1986 gewannen sie den nationalen Titel. Ebenfalls 1986 belegten sie den siebten Platz bei der Eiskunstlauf-Weltmeisterschaft. 1987 erreichten Wachsman und Waggoner die gleiche Platzierung, 1988 konnten sie sich auf den vierten Rang verbessern. Ebenfalls 1988 nahmen sie an den Olympischen Winterspielen in Calgary teil. Dort beendeten sie den Wettbewerb im Paarlauf auf dem fünften Platz. Anschließend traten Wachsman und Waggoner zusammen bei unterschiedlichen professionellen Eisshows auf.

## Ergebnisse

### Paarlauf
(mit Robert Daw)
| Wettbewerb / Jahr                | 1983 | 1984 |
| -------------------------------- | ---- | ---- |
| US-amerikanische Meisterschaften | 4.   | 4.   |

(mit Todd Waggoner)
| Wettbewerb / Jahr                | 1985 | 1986 | 1987 | 1988 |
| -------------------------------- | ---- | ---- | ---- | ---- |
| Olympische Winterspiele          |      |      |      | 5.   |
| Weltmeisterschaften              |      | 7.   | 7.   | 4.   |
| US-amerikanische Meisterschaften | 3.   | 1.   | 2.   | 2.   |